# ISO 3166-2:IM
Kódy ISO 3166-2 pro ostrov Man neidentifikují žádné regiony (stav v roce 2015).

## Zpravodaje
- ISO 3166-2:2007-04-17 Archivováno 30. 3. 2012 na Wayback Machine.